# كوارو (ده كردي)
کوارو (بالفارسية: کوارو) هي قرية تقع في إيران في البلدة المركزية. يقدر عدد سكانها بـ 16 نسمة.